# Aljubarrota
Aljubarrota és una freguesia portuguesa del concelho d'Alcobaça, amb 47,95 km² d'àrea i 6.639 habitants (2011). El 14 d'agost de 1385 es va lliurar en els seus voltants la batalla d'Aljubarrota, entre tropes portugueses i castellanes.
L'actual freguesia es va constituir en 2013, amb la fusió de les freguesias de Prazeres de Aljubarrota i São Vicente de Aljubarrota.